# Danh sách đĩa nhạc của Selena Gomez & the Scene
Selena Gomez & the Scene, một ban nhạc Mỹ, đã phát hành 3 album phòng thu, 8 đĩa đơn và 9 video âm nhạc. Ban nhạc phát hành album đầu tay, Kiss & Tell vào 29 tháng 9 năm 2009. Album ra mắt tại vị trí thứ 9 trên bảng xếp hạng Billboard 200 của Mỹ, và đến tháng 3 năm 2010, album đã nhận được chứng nhận đĩa Vàng của Hiệp hội Công nghiệp ghi âm Hoa Kỳ (RIAA). Đĩa đơn thứ hai của album, "Naturally" đã lọt vào top 30 của Mỹ, top 20 của New Zealand, Canada, Đức và lọt vào top 10 của Anh, Ireland. Ca khúc cũng đã được chứng nhận đĩa Bạch kim ở Mỹ và Canada.
Album phòng thu thứ hai của họ là A Year Without Rain được phát hành vào 17 tháng 9 năm 2010, ra mắt ở vị trí thứ 4 trong bảng xếp hạng Billboard 200 của Mỹ và đã được chứng nhận đĩa Vàng bởi RIAA vào tháng 1 năm 2011. Có hai đĩa đơn từ album được phát hành, "Round & Round" và "A Year Without Rain".
Album thứ ba của ban nhạc là When the Sun Goes Down được phát hành vào 28 tháng 6 năm 2011. Đĩa đơn đầu tiên của album, "Who Says", được phát hành trước đó vào 14 tháng 4 năm 2011. Còn đĩa đơn thứ hai, "Love You Like a Love Song", phát hành vào 17 tháng 6 năm 2011. Album đã đánh vào bảng xếp hạng Billboard 200 ở vị trí thứ 3 và nắm trong top 10 trong suốt một tháng. 78,000 bản album đã được tiêu thụ ngay trong tuần đầu phát hành. When the Sun Goes Down đã được chứng nhận đĩa Vàng ở Mỹ bởi RIAA vào 17 tháng 11 năm 2011.
Vào 15 tháng 4 năm 2011, Selena Gomez & the Scene đã bán được tổng cộng 1,400,000 album theo doanh số của Kiss & Tell và A Year Without Rain.

## Album

### Album phòng thu
| Tên                                                                           | Chi tiết                                                                                | Vị trí xếp hạng cao nhất | Vị trí xếp hạng cao nhất | Vị trí xếp hạng cao nhất | Vị trí xếp hạng cao nhất | Vị trí xếp hạng cao nhất | Vị trí xếp hạng cao nhất | Vị trí xếp hạng cao nhất | Vị trí xếp hạng cao nhất | Vị trí xếp hạng cao nhất | Vị trí xếp hạng cao nhất | Doanh số      | Chứng nhận                |
| Tên                                                                           | Chi tiết                                                                                | Mỹ                       | Úc                       | Áo                       | Canada                   | Pháp                     | Đức                      | Ireland                  | New Zealand              | Thụy Điển                | Anh                      | Doanh số      | Chứng nhận                |
| ----------------------------------------------------------------------------- | --------------------------------------------------------------------------------------- | ------------------------ | ------------------------ | ------------------------ | ------------------------ | ------------------------ | ------------------------ | ------------------------ | ------------------------ | ------------------------ | ------------------------ | ------------- | ------------------------- |
| Kiss & Tell                                                                   | - Phát hành: 29 tháng 9 năm 2009 - Hãng đĩa: Hollywood - Định dạng: CD, tải kĩ thuật số | 9                        | —                        | 4                        | 22                       | 24                       | 19                       | 14                       | 21                       | —                        | 12                       | - Mỹ: 864.135 | - Mỹ: Vàng - Canada: Vàng |
| A Year Without Rain                                                           | - Phát hành: 21 tháng 9 năm 2010 - Hãng đĩa: Hollywood - Định dạng: CD, tải kĩ thuật số | 4                        | 46                       | 19                       | 6                        | 26                       | 22                       | 40                       | 24                       | —                        | 14                       | - Mỹ: 778.000 | - Mỹ: Vàng - Canada: Vàng |
| When the Sun Goes Down                                                        | - Phát hành: 28 tháng 6 năm 2011 - Hãng đĩa: Hollywood - Định dạng: CD, tải kĩ thuật số | 3                        | 14                       | 11                       | 2                        | 47                       | 18                       | 13                       | 8                        | —                        | 15                       | - Mỹ: 683.000 | - Mỹ: Vàng - Canada: Vàng |
| "—" Album không có mặt trên bảng xếp hạng hoặc không phát hành ở quốc gia đó. |                                                                                         |                          |                          |                          |                          |                          |                          |                          |                          |                          |                          |               |                           |

### Album tổng hợp
| Tựa đề                                          | Chi tiết album                                                               | Ghi chú                                          |
| ----------------------------------------------- | ---------------------------------------------------------------------------- | ------------------------------------------------ |
| The Club Remixes                                | - Phát hành: 21 tháng 12, 2010 - Nhãn: Hollywood - Định dạng: Tải nhạc số    | - Album remix                                    |
| Artist Karaoke Series: Selena Gomez & the Scene | - Phát hành: 13 tháng 9, 2011 - Nhãn: Hollywood - Định dạng: CD, tải nhạc số | - Album karaoke trong loạt album của Walt Disney |

## Đĩa đơn

### Đĩa đơn chính thức
| "Falling Down"                                                                  | 2009 | 82 | — | —  | —  | 69 | —  | —  | —  | —  | —  |                                                | Kiss & Tell            |
| "Naturally"                                                                     | 2010 | 29 | 1 | 46 | 37 | 18 | 14 | 7  | 20 | 56 | 7  | - Mỹ: Bạch kim - Canada: Bạch kim              | Kiss & Tell            |
| "Round & Round"                                                                 | 2010 | 24 | 2 | —  | 62 | 51 | 52 | 44 | —  | —  | 47 |                                                | A Year Without Rain    |
| "A Year Without Rain"                                                           | 2010 | 35 | 1 | —  | —  | 30 | 56 | —  | —  | —  | 78 | - Úc: Vàng                                     | A Year Without Rain    |
| "Who Says"                                                                      | 2011 | 21 | 1 | —  | 62 | 17 | 44 | 36 | 15 | —  | 51 | - Mỹ: Bạch kim - Úc: Vàng - New Zealand: Vàng  | When the Sun Goes Down |
| "Love You Like a Love Song"                                                     | 2011 | 22 | 1 | 48 | —  | 10 | —  | 49 | 21 | 41 | 58 | - Mỹ: 2× Bạch kim - Úc: Vàng - Thụy Điển: Vàng | When the Sun Goes Down |
| "Hit the Lights"                                                                | 2012 | —  | — | —  | —  | 55 | —  | —  | —  | —  | —  |                                                | When the Sun Goes Down |
| "—" Đĩa đơn không có mặt trên bảng xếp hạng hoặc không phát hành ở quốc gia đó. |      |    |   |    |    |    |    |    |    |    |    |                                                | When the Sun Goes Down |

### Đĩa đơn quảng bá
| Tên                                                                             | Năm  | Vị trí xếp hạng cao nhất | Vị trí xếp hạng cao nhất | Album                                    |
| Tên                                                                             | Năm  | Mỹ                       | Canada                   | Album                                    |
| ------------------------------------------------------------------------------- | ---- | ------------------------ | ------------------------ | ---------------------------------------- |
| "Live Like There's No Tomorrow"                                                 | 2010 | —                        | —                        | Ramona and Beezus và A Year Without Rain |
| "Un Año Sin Lluvia"                                                             | 2010 | —                        | —                        | A Year Without Rain                      |
| "Bang Bang Bang"                                                                | 2011 | 94                       | 96                       | When the Sun Goes Down                   |
| "Dices"                                                                         | 2011 | —                        | —                        | When the Sun Goes Down                   |
| "—" Đĩa đơn không có mặt trên bảng xếp hạng hoặc không phát hành ở quốc gia đó. |      |                          |                          |                                          |

## Xuất hiện như khách mời
| Tựa đề              | Năm  | Album                 |
| ------------------- | ---- | --------------------- |
| "Winter Wonderland" | 2009 | All Wrapped Up Vol. 2 |

## Video âm nhạc
| Tên                                         | Năm  | Đạo diễn                         |
| ------------------------------------------- | ---- | -------------------------------- |
| "Falling Down"                              | 2009 | Chris Dooley                     |
| "Naturally"                                 | 2009 | Chris Dooley                     |
| "Round & Round"                             | 2010 | Philip Andelman                  |
| "A Year Without Rain"                       | 2010 | Chris Dooley                     |
| "Un Año Sin Lluvia"                         | 2010 | Chris Dooley                     |
| "Who Says"                                  | 2011 | Chris Applebaum                  |
| "Love You like a Love Song"                 | 2011 | Geremy Jasper & Georgie Greville |
| "Middle of Nowhere (We Own the Night Tour)" | 2011 | —                                |
| "Hit the Lights" (Phiên bản 1)              | 2011 | Philip Andelman                  |
| "Hit the Lights" (Phiên bản 2)              | 2012 | Philip Andelman                  |